# Lijst van voetbalinterlands België - Denemarken (vrouwen)
Deze lijst van voetbalinterlands is een overzicht van alle officiële voetbalinterlands tussen de nationale vrouwenteams van België en Denemarken. De landen hebben tot nu toe veertien keer tegen elkaar gespeeld.

## Wedstrijden
| №  | Plaats       | Datum             | Competitie           | Wedstrijd           | Uitslag |
| -- | ------------ | ----------------- | -------------------- | ------------------- | ------- |
| 1  | Tårnby       | 6 november 1982   | EK 1984 kwalificatie | Denemarken − België | 1 − 0   |
| 2  | Brussel      | 8 oktober 1983    | EK 1984 kwalificatie | België − Denemarken | 2 − 2   |
| 3  | Brussel      | 27 september 1997 | WK 1999 kwalificatie | België − Denemarken | 1 − 2   |
| 4  | Odense       | 29 augustus 1998  | WK 1999 kwalificatie | Denemarken − België | 4 − 0   |
| 5  | Waver        | 5 oktober 2003    | EK 2005 kwalificatie | België − Denemarken | 1 − 6   |
| 6  | Aalborg      | 26 september 2004 | EK 2005 kwalificatie | Denemarken − België | 6 − 0   |
| 7  | Farum        | 25 september 2005 | WK 2007 kwalificatie | Denemarken − België | 3 − 0   |
| 8  | Aat          | 26 maart 2006     | WK 2007 kwalificatie | België − Denemarken | 0 − 2   |
| 9  | Albufeira    | 7 maart 2016      | Algarve Cup          | Denemarken − België | 1 − 2   |
| 10 | Tubeke       | 28 november 2016  | Vriendschappelijk    | België − Denemarken | 1 − 3   |
| 11 | Doetinchem   | 16 juli 2017      | EK 2017              | Denemarken − België | 1 − 0   |
| 12 | Lagos        | 10 maart 2020     | Algarve Cup          | België − Denemarken | 0 − 4   |
| 13 | Viborg       | 9 april 2024      | EK 2025 kwalificatie | Denemarken − België | 4 − 2   |
| 14 | Sint-Truiden | 12 juli 2024      | EK 2025 kwalificatie | België − Denemarken | 0 − 3   |

## Samenvatting
| Competitie        | Totaal gespeeld | Winst België | Gelijk | Winst Denemarken | Doelsaldo België – Denemarken |
| ----------------- | --------------- | ------------ | ------ | ---------------- | ----------------------------- |
| WK-kwalificatie   | 4               | 0            | 0      | 4                | 1 − 11                        |
| EK-eindronde      | 1               | 0            | 0      | 1                | 0 − 1                         |
| EK-kwalificatie   | 6               | 0            | 1      | 5                | 5 − 22                        |
| Algarve Cup       | 2               | 1            | 0      | 1                | 2 − 5                         |
| Vriendschappelijk | 1               | 0            | 0      | 1                | 1 − 3                         |
| Totaal            | 14              | 1            | 1      | 12               | 9 − 42                        |